# Final Fantasy XV
Final Fantasy XV (ファイナルファンタジーXV?, Fainaru Fantajī Fifutīn), inizialmente conosciuto con il nome di Final Fantasy Versus XIII (ファイナルファンタジー ヴェルサスXIII?, Fainaru Fantajī Verusasu Sātīn), è un videogioco action RPG del 2016, sviluppato e pubblicato da Square Enix per PlayStation 4, Xbox One e Microsoft Windows. Dal 19 novembre 2019 è disponibile per Stadia.
Svelato durante l'E3 del 2006 con il nome di Final Fantasy Versus XIII, questo capitolo narra le vicende di Noctis Lucis Caelum, l'unico erede di una dinastia a capo dell'ultima città che ancora controlla i cristalli; in circostanze impreviste combatte contro nemici che cercano di impossessarsi dei cristalli.
Inizialmente Final Fantasy Versus XIII era, secondo i suoi sviluppatori, un titolo del tutto indipendente dal resto della serie Fabula Nova Crystallis Final Fantasy, con nuovi personaggi e un design visivo differente. Tuttavia, durante la conferenza Sony tenutasi all'E3 del 2013, Square Enix ha rivelato che il nome del videogioco sarebbe stato cambiato in Final Fantasy XV, rendendolo quindi un capitolo della serie principale.
Il gioco ha ricevuto un'accoglienza generalmente positiva da parte della critica specializzata, venendo promosso a pieni voti da buona parte delle testate videoludiche,
rivelandosi inoltre un grande successo commerciale dato che i costi di sviluppo sono stati pienamente coperti già solo con le vendite del D1.
Final Fantasy XV è il capitolo della serie che ha venduto di più nel giorno di debutto con 5 milioni di copie vendute in tutto il mondo al day one.
Circa due anni dopo l’uscita, il 9 settembre 2018, Square Enix annuncia che il capitolo ha venduto 8,1 milioni di copie in tutto il mondo.

## Trama
Nell'ambito delle trattative di pace per porre fine al lungo conflitto tra il Regno di Lucis e l'Impero di Niflheim è stato deciso il matrimonio del Principe Noctis Lucis Caelum con la nobile Sciamana Lunafreya Nox Fleuret, della provincia imperiale di Tenebrae, nella città di Altissia. A pochi giorni dalla firma dell'armistizio Noctis lascia la capitale con i suoi tre amici più fidati, Prompto Argentum, Ignis Scientia e Gladiolus Amicitia a bordo della Regalia, l'auto di suo padre Re Regis, per raggiungere il luogo della cerimonia. Durante il viaggio verso il Porto di Galdin dove avrebbero preso un traghetto per Altissia, però, la Regalia ha un guasto, con il gruppo che riesce a trainarla fino alla stazione di rifornimento di Hammerhead dove si trova Cid Sophiar, un vecchio amico di Regis, insieme a sua nipote Cindy Aurum, che si occupa dell'officina al posto suo e ripara la Regalia. Arrivati finalmente al Porto di Galdin i quattro incontrano uno sconosciuto che rivela come, al momento, i traghetti per Altissia non sono disponibili per dei tumulti riguardanti Niflheim, ma prima di andarsene dà loro una moneta per pagare il loro viaggio. Constatato che quanto detto dallo sconosciuto è vero, il gruppo trova l'occasione di superare il blocco imperiale grazie a Dino Ghiranze, un giornalista che conosce la vera identità di Noctis e che è disposto ad aiutarli se in cambio raccoglieranno un minerale per la sua passione di orafo. Tuttavia, poco prima della partenza posticipata il mattino seguente, Ignis fa vedere loro un quotidiano che reca una notizia scioccante: il giorno della firma del trattato Niflheim ha lanciato un assalto proprio contro la capitale reale. Sconvolti, i quattro ritornano indietro e scoprono in effetti che i soldati magitek dell'Impero bloccano la strada verso Insomnia, finendo per constatare su una collina la loro casa ridotta in fiamme mentre dai notiziari radio si apprende che il Cristallo di Lucis, emblema del regno, è nelle mani dell'Impero e Noctis ascolta atterrito mentre viene annunciata la propria morte, quella di suo padre e di Lunafreya. Perduta in una notte ogni speranza di portare la pace nella sua patria, Noctis viene contattato da Cid, il quale lo informa che il comandante Cor Leonis è sopravvissuto e intende incontrarlo. Trovandolo in un rifugio di cacciatori, Cor Leonis intende far recuperare a Noctis le Armi Ancestrali, appartenute agli antichi re di Lucis, al fine di salvare il Cristallo e reclamare il suo trono. Le prime due a essere trovate sono la Daga del Salvifico e l'Ascia del Conquistatore, dopodiché, assieme alla guardia reale sopravvissuta Monica Elshett, ottengono la loro prima vendetta contro l'Impero distruggendo il Blocco Norduscaen, una delle loro basi ancora in costruzione e che impediva l'accesso a nord verso le terre occidentali di Lucis, riuscendo anche a sconfiggere Loqi Tummelt, uno degli alti ufficiali dell'Impero. La notizia giunge subito a Niflheim, rivelando così all'Imperatore Iedolas Aldercapt che il Principe di Lucis è ancora vivo, così come Lunafreya che possiede l'Anello di Lucis il quale permette di esercitare i poteri combinati degli antichi Re, un potere che deriva dal Cristallo stesso. Iedolas ordina a Ravus, fratello di Luna, di fermarla, ma gli viene chiesto di riconsiderare la situazione da Verstael Besithia, lo scienziato militare dell'Impero, al fine di sfruttare la Sciamana a proprio vantaggio grazie alla sua capacità che le permette di comunicare con i Siderei.
Giunti alla città di Lestallum il gruppo incontra Iris, la sorella di Gladio, scampata alla distruzione di Lucis con altri profughi trovando rifugio in un hotel insieme al loro maggiordomo Jared e il nipote Talcott. All'improvviso Noctis ha una breve ma intensa fitta alla testa dove ha una visione di un misterioso essere. Talcott gli rivela, inoltre, che lì vicino si trova un altro mausoleo reale dove riesce a recuperare le Gemelle dell'Inestinguibile. Tornati a Lestallum le fitte di Noctis si fanno più intese, ma questa volta ha una visione della vicina Faglia di Cauthess, luogo in cui secondo la leggenda uno dei sei Siderei conosciuto come Titano l'Immane ha fermato un meteorite che avrebbe distrutto Eos. Arrivati al belvedere della città per osservare la Faglia, il gruppo incontra di nuovo lo sconosciuto presente al Porto di Galdin, il quale si fa chiamare Ardyn ed è disposto ad aiutarli nuovamente scortandoli sul posto. La sua presenza fa, però, nascere qualche sospetto all'interno del gruppo, anche perché riesce a far aprire un blocco imperiale che conduce verso il meteorite. Giunti alla fine del percorso Noctis scopre che c'è un altro mausoleo reale dal quale ottiene lo Spadone del Mistico. In quel momento Titano si risveglia e separa Noctis e Gladio da Ignis e Prompto con un crollo. L'Immane sembra volerli distruggere ma i quattro riescono a ricongiungersi e ad affrontarlo, aiutati involontariamente dalle truppe magitek di Niflheim. Alla fine Noctis riesce a sconfiggere il Sidereo, il quale svanisce in un fascio luminoso verso il Principe, segno che ha ricevuto la sua benedizione; Noctis apprende infatti che Lunafreya aveva convinto Titano a prestargli il suo potere. Senza Titano a sorreggere il meteorite i quattro vengono salvati da Ardyn a bordo di una nave imperiale: egli si rivela come Ardyn Izunia, il Cancelliere di Niflheim, che però intende aiutarli. Tornati a terra i quattro si rendono conto di aver lasciato la Regalia, così incaricano Cindy di trovarla e nel frattempo Noctis viene guidato da Gentiana, la dama di compagnia di Luna, a ottenere la benedizione di Ramuh il Tonante.
Poco dopo Cindy li contatta rivelandogli che la Regalia è stata requisita dall'Impero e che si trova in una delle loro basi. Infiltratisi Noctis e i suoi amici riescono ad arrivare fino al nucleo magitek che rinforza i soldati robotici della zona, usando Ramuh per distruggerlo e allentare la presa di Niflheim sulla regione. In quel momento vengono raggiunti da Ravus, il quale si dimostra subito ostile in quanto non crede che nelle attuali condizioni Noctis sia il Vero Re, e inoltre cova rancore verso i Lucis in quanto Re Regis (secondo Ravus) li aveva abbandonati durante l'invasione di Tenebrae di Niflheim dove morì sua madre, ma prima che la situazione degeneri interviene Ardyn. Tornati a Lestallum scoprono che Jared è stato posto sotto interrogatorio dagli imperiali venuti a sapere della presenza di Noctis in città, cosa che gli è costata la vita e ha traumatizzato Iris e Talcott. Deciso a vendicarlo, Noctis scopre che il responsabile è il Brigadiere Generale Caligo Ulldor, al momento presente a Forte Vaullerey. Riusciti a infiltrarsi nella fortezza il gruppo riesce a catturare Caligo, ma vengono ostacolati da Aranea Highwind, una lanciera di Niflheim, la quale, alla fine, li lascia andare, rivelando come non sia veramente una comandante ma una mercenaria; nella confusione creatasi, però, Caligo è riuscito a scappare.
A questo punto il gruppo decide di partire verso Capo Caem, dove al di sotto del faro si trova uno Yacht segreto della famiglia reale di Lucis con il quale potranno raggiungere Altissia. Il problema è che hanno bisogno di un frammento di mythril per rimetterlo in sesto, così decidono di cercarlo in alcune rovine lì vicino; Gladio, però, decide di lasciare il gruppo asserendo di dover risolvere a una faccenda personale. Arrivati sul posto Noctis, Ignis e Prompto si imbattono di nuovo in Ardyn che decide di lasciar proseguire i tre in cambio del loro aiuto nel perlustrare le rovine, e sia per sorvegliarli che per compensare alla perdita di Gladio vengono affiancati ad Aranea. Durante il tragitto la mercenaria spiega come l'Impero non è tanto interessato alle rovine quanto ai daemon che vi abitano, dei mostri soprannaturali presenti solo nei luoghi bui e che si manifestano quando cala la notte, ed è proprio da questi che Niflheim crea i soldati magitek. Portato a termine l'incarico Aranea si separa dai tre, i quali vengono richiamati da Iris: la centrale elettrica di Lestallum è stata invasa dai daemon e senza la sua energia per generare luce la città sarebbe caduta preda dei mostri. Tornati a Lestallum Noctis entra nella centrale, venendo aiutato da un volontario che si scoprirà essere Gladio e riuscendo a scacciare i daemon. Di nuovo insieme i quattro partono con Iris verso Capo Caem, dove ad attenderli ci sono Talcott, Monica con il suo collega Dustin Ackers, Cid e Cindy.
Riparato lo yacht di Regis il gruppo giunge finalmente ad Altissia, dove grazie al barista Weskham Armaugh riescono a incontrare il Primo ministro di Accordo Camelia Claustra, la quale rivela che ha con sé Lunafreya ma che dovrà consegnarla agli imperiali. Noctis e Camelia stringono così un accordo che permetterà a Luna di evocare Leviatano l'Abissale, in modo che la Siderea possa dare la sua benedizione a Noctis, mentre i suoi amici aiuteranno l'evacuazione della città in caso di imprevisti. Più tardi Lunafreya incomincia il rituale per contattare Leviatano, ma l'intervento dell'Impero fa infuriare l'Abissale, d'altro canto non ben accetta a cedere il suo potere. Ardyn rivela le sue vere intenzioni e ferisce mortalmente Lunafreya, interrompendo il rituale; nonostante questo, Luna riesce a risvegliare i veri poteri di Noctis, permettendogli di sconfiggere Leviatano. Dopo l'esausta battaglia Noctis sviene ed è visitato in sogno dallo spirito di Luna, che gli consegna l'Anello di Lucis. Noctis si sveglia trovando Altissia nel caos, con Ignis che è stato accecato durante la battaglia. Il viaggio prosegue in treno verso la capitale di Niflheim, Gralea, dove vi sono attriti tra i quattro amici causati dalle condizioni di Ignis. Il gruppo decide di fare una sosta nel regno di Tenebrae, dove Noctis recupera da un altro mausoleo in una miniera la Katana del Solitario. Ripartiti Ardyn appare e inganna Noctis facendogli gettare Prompto dal treno prima di essere attaccato dai deamon, venendo salvato all'ultimo dall'intervento di Leviatano. Mentre si trova a Tenebrae, Noctis viene a sapere che Lunafreya stava morendo a causa del suo contatto con i Siderei e che suo fratello maggiore Ravus era intenzionato a consegnargli la spada di suo padre. Intanto Ignis ha ormai la certezza da molte voci che ha sentito che le ore delle notti sono in costante crescita e con conseguente aumento del numero dei daemon: esse sono la prova dell'imminente arrivo della Piaga delle Stelle, un evento apocalittico che getterà Eos in una notte eterna dominata dai mostri. In seguito Noctis riceve la benedizione da Gentiana rivelatasi essere la forma umana della Siderea Shiva la Glaciale, la quale gli dona il Tridente della Sciamana. Essa gli racconta di come i Siderei erano i guardiani di Eos, ma Ifrit l'Ardente si ribellò decidendo di sterminare l'umanità dopo che aveva visto come il suo dono veniva usato per la guerra, cosa che portò alla Guerra dei Tempi dove infine i Siderei si addormentarono, facendo prima scegliere al Cristallo i nuovi guardiani della luce. Shiva rivela, però, che qualcuno ha risvegliato Ifrit e nel cercare di fermarlo finì sconfitta dalle forze di Niflheim dopo una dura battaglia. Ardyn appare di nuovo, rivelando come sia Prompto che il Cristallo si trovano nella fortezza principale di Gralea, e che il Cristallo può annientare i daemon.
Raggiunta Gralea il gruppo, rimasto ormai senza armi e senza Regalia, si accorge che è stata invasa dai daemon e i poteri di Noctis vengono soppressi, fino a quando Noctis si ritrova da solo e decide di indossare l'anello di Lucis che gli conferisce nuovi poteri. Ritrovando il suo coraggio, Noctis si fa strada verso la Zegnautus, un'enorme aerofortezza sopra la capitale imperiale cosparsa di daemon e soldati magitek sotto ordine di Ardyn, dove non esiste ormai alcuna traccia umana, nella cui cima è custodito il Cristallo. Dopo che Noctis recupera la spada di Regis dal corpo senza vita di Ravus e riacquista i suoi poteri, il gruppo si ricongiunge e continua ad aprirsi la strada attraverso la fortezza scontrandosi con Foras, ovvero l'imperatore Iedolas trasformato in un daemon, e un risorto Ravus corrotto dall'influenza del plasmodium mutante di cui sono composti i daemon. Costretto a separarsi nuovamente dal gruppo, Noctis raggiunge finalmente il Cristallo, chiedendogli di concedergli il potere di eliminare i daemon, ma improvvisamente ne viene risucchiato. In quel momento compare Ardyn, il quale svela la sua vera identità: il suo vero nome è Ardyn Lucis Caelum, un ex guaritore di Lucis che fu scelto dal Cristallo duemila anni fa. Ardyn aveva salvato Eos assorbendo i daemon in sé stesso, ma proprio per questo gli fu negata l'ascensione dai Siderei, in quanto considerato impuro, e coperto di infamia, mentre il fratello venne designato re dal Cristallo al suo posto. Reso immortale dal potere dei daemon, Ardyn da allora ha cercato di vendicarsi sul sangue reale e sul Cristallo, in attesa che il Re Prescelto apparisse in modo tale da distruggerli entrambi. Sconvolto da questa rivelazione Noctis viene trasportato nel regno dello spirito, dove il Sidereo Bahamut il Belligerante gli rivela la verità, di cui erano a conoscenza fin dall'inizio sia Regis che Luna: Noctis è il Prescelto per diventare il Re dei Re che eliminerà da Eos la Piaga delle Stelle e nonostante ciò gli costerà la vita decide di compiere il suo destino.
Al suo ritorno nel regno dei mortali Noctis si risveglia sull'isola di Angelgard, scoprendo un mondo completamente oscuro e popolato dai daemon che vagano incontrastati. Arrivato al Porto di Galdin viene soccorso da un giovane autista che si rivela essere Talcott: sono passati, infatti, dieci anni dalla sua scomparsa e ciò che resta dell'umanità si è coalizzata creando varie fortezze per proteggersi e contrastare i daemon. Arrivati ad Hammerhead, divenuto un centro nevralgico per i cacciatori, Noctis si riunisce con i suoi amici, felici di poterlo rivedere. I quattro, di nuovo insieme, si dirigono verso le rovine di Insomnia. Dopo aver sconfitto un Cerberus posto a guardia del palazzo reale, Ifrit e tre degli Antichi Sovrani di Lucis corrotti dal potere daemonico, Noctis affronta Ardyn da solo e lo uccide, salendo, poi, sul trono dove usa il potere dell'Anello e la luce del Cristallo per eliminare definitivamente la Piaga delle Stelle e i daemon dal mondo. Nel regno dello spirito, con l'ausilio di Lunafreya, Ignis, Prompto, Gladiolus, Regis e gli antichi re di Lucis, Noctis distrugge lo spirito di Ardyn una volta per tutte. In una scena dopo i titoli di coda una nuova alba sorge sopra Eos e la voce di Re Regis concede la sua benedizione agli spiriti di Noctis e Lunafreya finalmente di nuovo insieme, mentre essi si riuniscono sul trono e addormentandosi formano il logo del gioco.

## DLC

### Episode Gladiolus
Durante uno dei loro accampamenti Noctis, Ignis e Prompto notano una nuova cicatrice sulla fronte di Gladio e gli chiedono come se la sia procurata. Dopo essere stato sopraffatto da Ravus Nox Fleuret quando hanno distrutto la prima base imperiale, Gladio teme di non essere abbastanza forte da proteggere Noctis e, mentre il resto del gruppo cerca il mythril per riparare lo yacht a Capo Caem, decide di allenarsi e dimostrare che è degno di proteggere il Re Prescelto. Gladio si incontra con Cor Leonis in un bar, dove gli chiede un modo per poter diventare più forte ed essere degno di meritarsi il titolo di Scudo del Re. Il Generale gli indica di sfidare il Signore delle spade Gilgamesh situato nelle rovine sotto la Faglia di Cauthess, il quale un tempo deteneva anche lui il titolo di Scudo del Re. Molti tentativi erano stati fatti per esplorare le rovine, ma ogni spedizione era finita in un fallimento e la morte di tutti i presenti, tranne che per un solo uomo: Cor Leonis, che è riuscito a sopravvivere a malapena. I due si inoltrano nelle rovine sotto la faglia, con Gladio che viene subito separato da Cor e incontra Gilgamesh, il quale dimostra di essere molto più forte nonostante non abbia il braccio sinistro e, vedendo la paura in Gladio, prima di andarsene gli intima di diventare più forte. Gladio si ricongiunge con Cor, il quale decide di fargli superare le varie prove degli antichi guerrieri che hanno fatto il loro stesso percorso. Durante una piccola sosta Cor rivela che quando scese nella faglia per sfidare Gilgamesh non aveva vinto contro il Signore delle spade, ma questi lo risparmiò a differenza dei suoi predecessori in quanto aveva visto in lui qualcosa per cui potesse continuare a vivere. Superate tutte le prove Gladio è pronto ad affrontare Gilgamesh da solo, il quale lo attende su un ponte disseminato di tutte le armi dei guerrieri che ha sconfitto, e finalmente riesce a tenergli testa, costringendolo a sfoderare tutta la sua potenza rigenerando il suo braccio. Gladio riesce a emergere vittorioso dallo scontro e Gilgamesh riconosce che è degno di essere lo Scudo del Re, dopo aver visto che la sua paura era di sentirsi troppo debole per proteggere Noctis; rivela, inoltre, di aver perso il suo braccio contro Cor e, in segno di riconoscimento, cede a Gladio la Lama di Genji appartenuta al Generale. Gladio e Cor lasciano le rovine, con Gladio che trasmette indirettamente le lodi che Gilgamesh aveva detto a proposito del Generale, e finalmente può ricongiungersi con i suoi amici.

### Episode Prompto
Mentre il gruppo sta andando a Gralea per recuperare il Cristallo, Noctis viene ingannato da Ardyn Izunia e spinge Prompto fuori dal treno. Dato che sono sotto attacco imperiale il treno non può fermarsi e sono costretti a lasciare indietro il loro amico. Alcuni giorni dopo, Prompto attraversa da solo le terre innevate di Niflheim, finendo per soccombere al freddo e venendo trovato da dei soldati magitek che lo portano in un loro impianto di produzione. Al suo riseglio incontra Ardyn, che gli restituisce la pistola e lo incita a incontrarsi con suo padre, dicendogli che è nato qui. Prompto non vuole crederci e decide di fuggire dalla struttura, usando le varie armi da fuoco del complesso per farsi strada contro le varie truppe magitek. Leggendo le note di ricerca e ascoltando i registri audio di Verstael Besithia, il principale ricercatore di magitek dell'Impero, apprende che i soldati magitek sono dei cloni umani alterati dal pulviscolo dei daemon. Trovando dei cloni dormienti nelle loro capsule, Prompto nota che somigliano molto a lui e hanno lo stesso codice a barre tatuato sul suo polso, e nella stanza adiacente nota una conversazione tra Ardyn e lo stesso Verstael, nel quale il Cancelliere afferma di aver riportato uno degli esperimenti rapito anni addietro da Lucis. Sapendo della presenza di Prompto, Ardyn gli intima di entrare per incominciare la riunione padre-figlio: trovatisi faccia a faccia Verstael rivela a Prompto che voleva creare un esercito virtualmente infinito di soldati, così ha utilizzato il proprio materiale genetico per creare dei cloni e modificarli per trasformarli nei soldati magitek, il cui funzionamento gli è stato insegnato da Ardyn, quindi Prompto non è altro che un clone di Verstael, ora affetto dalla Piaga delle Stelle e crede che i daemon siano la forma di vita superiore che può migliorare ulteriormente con la sua tecnologia magitek; lo stesso Verstael sta cercando di fondere la propria anima con una creatura magitek che ha creato, definendola la sua più grande arma. Sconvolto dalla verità appresa Prompto spara a Verstael, ma così facendo dà inizio al processo di trasferimento delle sue cellule corrotte nell'arma che ha creato. In quel momento entra Aranea Highwind, infiltratasi nella struttura di produzione magitek per trovare la verità dietro il progetto di Verstael, sorpresa di trovare anche Prompto. Insieme cercano di uscire dalla struttura, ormai invasa dai daemon liberati, ma Aranea decide di far scappare solo Prompto con una motoslitta, promettendogli che si sarebbero rincontrati in un punto di incontro. A cavallo della motoslitta Prompto riesce a sfuggire alle forze imperiali per poi accamparsi vicino a un lago scongelato. Durante la notte giunge anche Aranea che lo esorta a tornare dai suoi amici, ma Prompto esita a causa di ciò che ha appena appreso: è un clone nato in una struttura imperiale per essere trasformato in un soldato magitek, prima di essere rapito da Lucis e cresciuto nella Città della Corona. Non crede che Noctis e gli altri lo accetterebbero e pensa di essere ciò che Noctis sta cercando di sradicare dal mondo, ma Aranea insiste che le sue origini non contano e deve decidere per sé stesso ciò che vuole dalla vita, prima di andarsene. Il giorno dopo Prompto esplora da solo la natura selvaggia, trovando delle truppe magitek distese nella neve dove finisce per empatizzare con loro, immaginandosi come un altro magitek inseguito da Noctis e vedendosi in uno dei soldati ancora funzionanti a cui decide di sparare. Ricorda di quando era giovane e viveva a Lucis, nascondendo sempre lo strano tatuaggio sul polso e senza mai avere amici, finché non strinse amicizia con Lunafreya attraverso il suo cane messaggero, Pryna, che gli aveva mandato una lettera in cui gli chiese di essere amico di Noctis e di sostenerlo. Prompto non aveva capito perché gli aveva chiesto questo e come poteva essere amico del Principe, ma cercò di migliorare sé stesso per diventare degno di una tale posizione, vivendo, però, la sua vita con una sindrome dell'impostore, cercando sempre di compiacere gli altri pensando che, se avessero scoperto la verità, lo avrebbero abbandonato. In quel momento gli appare Pryna, seguendola in un campo di caduti magitek dove, incontrando una proiezione di sé stesso da giovane, capisce che quanto detto da Aranea è vero. Ricongiuntasi con la mercenaria decide di aiutarla a sconfiggere i mostri che Verstael ha creato nell'artico remoto, lontano dallo sguardo dell'Imperatore, infiltrandosi in una struttura magitek dove distruggono la creatura cibernetica Barbaros. In quel momento si attiva l'Immortalis, un colossale mostro magitek serpentiforme che ora ospita l'anima di Verstael, desideroso di distruggere il mondo con la sua nuova potenza. Aranea e Prompto fuggono su una motoslitta con una mitragliatrice montata, riuscendo a distruggere il nucleo della mostruosità magitek. Alla fine Prompto dichiara ad Aranea di essere diretto a Gralea per incontrare Noctis e gli altri in modo che possa dire loro la verità, con la mercenaria lo guarda allontanarsi sorridendo così come anche Ardyn. Prompto viene catturato e imprigionato nell'aerofortezza Zegnautus a Gralea, così che Ardyn possa attirare e tormentare Noctis. Una volta salvatolo e mentre riposano in un rifugio, Noctis si scusa per essere caduto nella trappola di Ardyn sul treno, ma Prompto lo perdona dicendo che anche lui è caduto nelle sue manipolazioni. A quel punto Noctis afferma che non importa da dove provengano le persone e che vorrebbe abbattere i confini, affinché non esistano più distinzioni tra Niflheim e i cittadini di Lucis, con Prompto che si complimenta con lui dicendogli che ha parlato come un vero re.

### Episode Ignis
Mentre la città di Altissia viene devastata dallo scontro tra Titano e le truppe di Niflheim a seguito della Rivelazione di Leviatano, Ignis, insieme a Gladio e Prompto per evacuare la città, è preoccupato per l'incolumità di Noctis, finendo per venire separato dai due. Decide di dirigersi verso l'Altare dell'Abissale, ma viene inseguito dal Brigadiere Generale Caligo Ulldor a bordo del suo nuovo blindato anfibio, uscendone infine vincitore. In seguito Ignis si allea con Ravus Nox Fleuret, il quale dichiara che ha rinunciato alla sua fedeltà verso Niflheim, e dopo aver ucciso Caligo si unisce a Ignis solo per arrivare da sua sorella, sottolineando che non supporta ancora Noctis. Una volta arrivati all'altare, Ignis trova Pryna, il cane di Lunafreya, ormai morente che si rivela essere una Messaggera degli dèi, la quale fa avere a Ignis una visione di Noctis che adempie alla profezia secondo cui il Re Prescelto avrebbe sacrificato la propria vita per salvare il mondo. Ignis e Ravus trovano Noctis privo di sensi e Lunafreya ormai morta. Preso dalla disperazione per non essere riuscito a proteggere sua sorella, Ravus si scaglia contro Noctis incolpandolo per la morte di Luna, ma Ignis lo ferma. Ravus spiega come Lunafreya non sia mai riuscita a vivere una vita normale e come perfino nella morte il suo spirito non troverà pace, fino a quando la profezia non sarà adempiuta. Ardyn, travestito da Gladio, arriva, ma Ravus vede attraverso il suo inganno e protegge Noctis e Ignis da lui. L'Anello di Lucis cade dalla presa inconscia di Noctis e Ignis lo prende, e dopo che Ardyn stende Ravus con la sua magia gli chiede di unirsi a lui o di essere ucciso. Ignis rifiuta e decide di indossare l'Anello, guadagnando inaspettatamente e temporaneamente il potere dei re con cui riesce a sconfiggere Ardyn ma a costo della sua vista, permanentemente danneggiata a causa di un'enorme cicatrice sul lato sinistro del volto. Quando Noctis si sveglia alcuni giorni dopo la sua battaglia con Leviatano trova Ignis che ha sempre vegliato su di lui, il quale, conoscendo il suo destino dalla visione che ha avuto, gli chiede di interrompere il viaggio. Noctis, tuttavia, rifiuta, poiché arrendersi renderebbe privi di significato tutti i sacrifici che gli altri hanno fatto per lui e Ignis promette di supportarlo sempre. Dopo che Noctis torna dal suo sonno di dieci anni all'interno del Cristallo, negli ultimi momenti prima di dirigersi verso Insomnia confessa come non avrebbe potuto fare il viaggio senza il sostegno dei suoi amici e ringrazia Ignis per essere sempre lì per lui. Ignis versa silenziosamente una lacrima mentre Noctis prende la sua mano.
Se però ad Altissia Ignis decide di seguire Ardyn il corso della storia cambia: il Cancelliere lo porta sulla Zegnautus, dove l'Impero custodisce il Cristallo. La voce di Lunafreya guida Ignis verso di esso, dicendogli che solo il Re Prescelto può adempiere alla profezia e salvare il mondo. Quando Ignis trova il Cristallo viene catturato da Ardyn, il quale rivela che lo ha attirato lì come esca per Noctis a cui vuole far ereditare il potere del Cristallo; rivela, inoltre, la sua vera identità come Ardyn Lucis Caelum, che nei tempi antichi doveva diventare il primo re di Lucis ma, a causa del fatto che aveva assorbito i daemon per salvare il mondo, il Cristallo lo aveva rifiutato in quanto impuro e aveva scelto al suo posto il fratello. Reso immortale dalla Piaga delle Stelle che ora alberga nella sua stessa anima, Ardyn ha vissuto per due millenni, aspettando il momento in cui potrà ottenere la sua vendetta sul Cristallo che lo aveva rifiutato. Ignis sa che Noctis morirà se il piano di Ardyn avrà successo e dichiara che il mondo non significa niente per lui se questo significa perdere il suo amico, così decide di indossare l'Anello di Lucis e guadagna il suo potere al prezzo della propria vita, riuscendo a sconfiggere Ardyn ma non a ucciderlo poiché immortale. Ormai sul punto di morire Ignis viene trovato da Noctis, Gladio e Prompto, arrivati lì grazie all'aiuto di Ravus. Noctis, addolorato per quanto sia incapace di proteggere chi gli è vicino, chiede il potere del Cristallo per salvare Ignis, entrandovi dopo aver preso l'anello e dormendo al suo interno per dieci anni. Tornati a Lucis, Ignis si incontra con i loro vari amici ed esplorano i mausolei reali aspettando il ritorno di Noctis. Una volta riunitisi i quattro si dirigono verso Insomnia, dove sulla scalinata del palazzo reale Ravus lascia in eredità a Noctis la spada di suo padre Regis e si unisce a loro per affrontare Ardyn nella sala del trono. La luce ritorna nel mondo e Noctis, sopravvissuto alla battaglia, continua a governare Lucis dal palazzo reale dove Ignis va ad incontrarlo. Se questi eventi significano che la profezia del Re Prescelto è stata comunque adempiuta o se l'anima immortale di Ardyn è ancora presente e la Piaga delle Stelle è stata solo rimandata è ancora sconosciuto. In Final Fantasy XV: Official Works viene affermato che Ignis escogitò un "piano segreto" per distruggere definitivamente Ardyn e scacciare l'oscurità, riuscendo a superare persino l'intento degli dèi e portare avanti un altro futuro.

### Compagni di battaglia
Durante la firma del trattato tra Lucis e Niflheim, molti degli Angoni avevano tradito la corona. Mentre il mondo comincia ad entrare nella notte eterna i restanti di loro migrano a Lestallum per prestare il loro aiuto e proteggere il mondo in attesa della venuta del Vero Re, in quanto la luce dei re del passato di Lucis è stata restituita agli Angoni quando Lunafreya ha invocato i loro spiriti nei mausolei durante la battaglia tra Noctis e Leviatano, e possono ancora una volta brandire la magia. Gli Angoni aiutano così a difendere la popolazione di Lestallum, divenuta l'ultima roccaforte dell'umanità, con Bahamut che decide di mostrarsi per mettere alla prova la loro dignità, e dopo che questi hanno prevalso in una battaglia contro di lui perdona il loro precedente tradimento, vedendo quanto si sono impegnati a proteggere il mondo. Gentiana, la Messaggera degli dèi nonché incarnazione di Shiva, spiega che l'isola di Angelgard deve essere salvaguardata in quanto è lì che Noctis si risveglierà dal suo lungo sonno all'interno del Cristallo, con alcuni di loro che vengono scelti per aiutarla a proteggere l'isola in quanto epicentro della luce del Cristallo e il luogo di nascita di Siderei e umani, e quindi deve essere tenuta libera dai daemon. Alla fine ogni importante avamposto cade mentre i daemon diventano più forti e il cielo diventa rosso, sorvolato da daemon giganti, mentre il mondo sprofonda completamente nelle tenebre. Quasi un decennio dopo, quando Noctis si sveglia, gli Angoni sono lì per assistere al suo ritorno. Noctis ritorna da solo al Porto di Galdin abbandonato e non è noto se gli Angoni che hanno assistito al suo risveglio siano sopravvissuti o meno, ma almeno alcuni sono caduti difendendo Angelgard. Sebbene stessero combattendo una battaglia persa di fronte alle schiaccianti forze demoniache, hanno scelto di continuare a combattere per la speranza di un domani più luminoso.

### Episode Ardyn
Il DLC si concentra sul percorso di Ardyn dopo essere stato imprigionato ad Angelgard dal fratello Somnus e censurato dalla storia di Lucis con il nome di "Adagium". Dopo due millenni di prigionia viene ritrovato da Verstael Besithia, grazie a delle ricerche condotte sul mito scomparso che lo avevano portato proprio sull'isola. Ardyn viene liberato e portato in un laboratorio di ricerca a Nifleheim, dove riacquisisce le forze e viene informato di ciò che nel frattempo è accaduto nel mondo, venendo così a sapere che la stirpe Lucis Caelum sopravvive ancora. Non sembra più desiderare vendetta, ma Verstael riesce a convincerlo che può ancora riprendersi ciò che gli spetta aiutando l'impero a conquistare Lucis, mostrandogli la sua più recente scoperta: il corpo del sidereo Ifrit, recuperato dal vulcano Ravatough. In quel momento alcune spie di Lucis si infiltrano nel laboratorio per eliminarlo ma svegliano Ifrit, che Ardyn, avendo scoperto il suo potere di daemonizzare gli esseri viventi assorbendone i ricordi, corrompe, apprendendo così di essere stato il Prescelto del Cristallo e che il fratello l'aveva tradito. Un'immagine di una morente Aera Minus Fleuret, prima Sciamana della storia e fidanzata di Ardyn uccisa da Somnus, lo convince di essere stato abbandonato dagli dei e che è suo dovere porre finalmente fine alla stirpe del fratello. Gli anni passano e il rancore dell'uomo cresce ulteriormente, così come i suoi poteri e la sua influenza che lo porta a essere nominato Cancelliere di Nifleheim. Nell'anno 734 Ardyn e l'impero organizzano un attacco a Insomnia: infiltratosi assumendo le sembianze di un ufficiale dell'esercito di Lucis, il Cancelliere devasta la città insieme a Ifrit per farsi strada fino al palazzo per uccidere l'attuale sovrano Regis. Dopo lo scontro il re giace privo di sensi, ma prima che Ardyn possa ucciderlo interviene lo spirito dello stesso Somnus. Sconfitto il fratello questi gli chiede di perdonarlo, dicendogli di aver fatto tutto per salvaguardare il popolo dalla Piaga delle Stelle - lasciando anche intuire che i ricordi di Ardyn siano stati alterati dalla sua corruzione -, ma Ardyn non vuole sentir ragione e torna alla Cittadella per uccidere definitivamente Regis. Viene, però, fermato da Bahamut, che lo porta nella dimensione del Cristallo e gli rivela che il suo destino è quello di assorbire in sé la Piaga delle Stelle e portarla nel mondo, così che il futuro Re di Lucis possa debellarla in modo permanente uccidendolo e donandogli sia la pace della morte che la vendetta, poiché l'atto richiederà il sacrificio del sovrano di Lucis. Qualunque sia la sua scelta Ardyn, affranto dalla consapevolezza di essere una vittima sacrificale, è costretto a sottomettersi al fato imposto dagli dei portando nel mondo la Piaga e, allo stesso tempo, agevolando il cammino del Principe Noctis Lucis Caelum (come visto nel gioco principale), attendendo paziente il suo ritorno quando il ragazzo viene assorbito dal Cristallo così che il destino di entrambi possa compiersi.

## Modalità di gioco
L'ex direttore Tetsuya Nomura ha dichiarato che il gameplay sarà una derivazione realistica di quello di Kingdom Hearts con elementi da spara-tutto in terza persona. Nomura ha anche affermato che nel gioco l'estetica e la luce magica dei suoi giochi precedenti non sarà presente, optando per un mondo basato sulla realtà. Secondo Nomura, il mondo di Final Fantasy XV sarà basato sul mondo reale e avrà effettivamente reali situazioni di crisi globale mondiale che accadono in esso. In riferimento a questo tema, Nomura ha affermato che vorrebbe che i personaggi agissero e si muovessero come "persone reali", e per questo suo desiderio ha nominato Jun Akiyama "event director" per la sua esperienza di regista cut-scene in Final Fantasy XII.
Nomura, nel luglio 2011, ha dichiarato che la maggior parte delle cut-scene sarebbero state in real-time e che il giocatore avrà il controllo del personaggio principale anche mentre esse scorreranno sullo schermo. Il giocatore sarà in grado di correre e compiere varie azioni durante le cut-scene. Nomura ha definito questi nuovi tipi di cut-scene "Real-Time Events" e saranno così tutte le cut-scene del gioco. Ha affermato anche che nel gioco sarà presente qualche scena in GCI pre-renderizzata. Gli eventi in tempo reale verranno attivati dal giocatore inaspettatamente e senza alcun preavviso a differenza di Final Fantasy XIII. I giocatori dovranno aspettarsi di essere improvvisamente attaccati oppure di innescare certi eventi in tempo reale. Per esempio, quando Noctis raggiunge un ponte pedonale, un nemico può apparire improvvisamente e attaccare. Un altro esempio è un aereo che si schianta nella strada di fronte a Noctis mentre si sta camminando. Nomura ha affermato che l'implementazione di questo tipo di eventi in tempo reale, senza transizioni e senza soluzione di continuità negli eventi di gioco, richiede molto tempo in termini di sviluppo. Ci sarà anche un nuovo sistema in tempo reale di illuminazione per il ciclo giorno/notte. Il ciclo giorno/notte è importante nel gioco a causa della Piaga delle Stelle, un terribile evento in cui le notti diventano progressivamente più lunghe a causa di organismi infetti di Plasmodium malariae, i quali diventano terribili mostri noti come daemon, che rilasciano il miasma, una nebbia che assorbe la luce solare e allunga gradualmente la notte man mano che ricopre l'atmosfera, fino al punto in cui il sole sarà oscurato, col risultato di una notte eterna in tutto il mondo di Eos. I daemon appaiono solo di notte e sono molto più potenti delle forme di vita incontrate di giorno, il che spingerà il gruppo di Noctis a passare la notte accampandosi o in un hotel. Il giocatore ha anche la capacità di scattare foto ogni volta che desidera con il cellulare di Noctis.
Le battaglie si svolgeranno in tempo reale e potranno accadere in ogni zona, dalla cima degli edifici fino al livello della strada. Nomura ha dichiarato che il gioco sarà caratterizzato da battaglie che si svolgono in aree con grandi differenze di altezza, come mostrato nel trailer, e il giocatore dovrà combattere utilizzando pienamente l'ambiente. L'interfaccia di battaglia è caratterizzata da molteplici aspetti, ma principalmente da "Magia, Oggetti, Summons e EX-ARTS". In più, ci sono ritratti animati dei protagonisti nell'angolo in basso a destra dello schermo, simili a quelli dei giochi Drakengard o Star Ocean: The Last Hope.
La magia, sembra che Nomura abbia espresso la volontà di modificare la tradizione dei precedenti episodi introducendo un sistema di magia basato principalmente sulle bombe magiche, infatti ha dichiarato che la magia sarà usata soltanto come supporto da lancio, il numero di bombe magiche che Noctis potrà equipaggiare è dato dal raggiungimento dei requisiti che si sbloccheranno durante la storia principale.
Le bombe magiche si dividono in diversi elementi, bombe di fuoco, bombe di ghiaccio, e bombe di fulmine. Durante il corso dell'avventura si troveranno spesso delle sorgenti elementali da cui attingere gli elementi da mescolare tra loro, o con oggetti del proprio inventario, per realizzare le proprie bombe. Il numero di bombe trasportabili dipende dal numero di ampolle vuote, che vengono gradualmente sbloccate col procedere dell'avventura.
I combattimenti saranno basati sul "party", con un massimo di quattro personaggi alla volta più un eventuale personaggio ospite (a seconda del punto in cui ci si trova nella storia); non saranno presenti attacchi di gruppo, ma potranno essere creati "manualmente" passando liberamente durante le battaglie di personaggio in personaggio. Ogni personaggio avrà capacità uniche e il proprio attacco speciale, e tutti saranno in grado di usare la magia, anche se l'effetto sarà diverso da personaggio a personaggio. Noctis è l'unico personaggio in grado di usare tutti i tipi di armi nel gioco; altri personaggi avranno ciascuno le loro armi uniche. Per esempio, Prompto, uno dei personaggi, è uno specialista di armi da fuoco e potrà usare una visuale in terza persona per mirare precisamente nei punti deboli del nemico, edifici e altri oggetti.
Nomura dichiarò anche nella rivista giapponese Dengeki PlayStation che mirava a creare spettacolari sequenze di battaglia come nel film in computer grafica Final Fantasy VII: Advent Children. Affermò anche che il team di sviluppo stava implementando una mappa percorribile interamente, usata nei maggiori giochi della serie Final Fantasy fino alla sua rimozione in Final Fantasy X. Nomura successivamente disse che i giocatori avrebbero potuto pilotare aereo-navi per spostarsi fra i vari ambienti di gioco.
Come alcuni dei giochi precedenti della serie Final Fantasy, il gioco sarà caratterizzato da grandi campi aperti, permettendo ai giocatori di attraversare quasi tutto il campo fino alle montagne,ad eccezione dei fondali marini, infatti Noctis non potrà immergersi in acqua in profondità. La decisione fu presa in quanto per ricreare anche i fondali marini bisognava investire una somma di denaro ingente e fu deciso dal team di sviluppo di tagliuzzare pezzi di mappa per contenere i costi.
Nomura ha anche detto che i campi saranno molto vasti e che ci vorrà molto tempo per arrivare da un capo all'altro; così, per facilitare gli spostamenti, il gioco vedrà il ritorno di veicoli come un dirigibile per muoversi più velocemente in specifiche aree di gioco; inoltre i giocatori potranno guidare auto, aeronavi e Chocobo e anche rubare serbatoi..
Quando Nomura affida la direzione del gioco ad Hajime Tabata, il gioco ricomincia lo sviluppo, mantenendo la storia e molti elementi del gameplay, ma riproponendoli sotto il nuovo motore grafico Luminous Engine, e cambiando inevitabilmente le meccaniche. In un'intervista per Famitsū, viene svelato che grazie al Luminous Engine, è possibile avere 5 milioni di poligoni per frame, con personaggi composti da massimo 100 000 poligoni, di cui 20 000 usati generalmente per i capelli. Per quanto riguarda Final Fantasy XV in sé, le sfide con i nemici più imponenti saranno trattate come quelle standard, anche se avrete – in questo caso – possibilità di co-op.
Si potranno interagire con numerosi minigiochi, come la pesca, e trattenersi nelle città tra negozi e hotel. Qui, si troveranno personaggi controllati dall'intelligenza artificiale, e con i quali si potra parlare. La città principale della prima metà del gioco sarà Restalm, che sta venendo disegnata con ispirazione alle Bahamas.
Inoltre, per ottenere le Summon si dovrà prima sconfiggerle in battaglia. Queste ultime sono il simbolo del potere celeste all'interno del mondo di gioco, e possono essere invocate esclusivamente da Noctis.
Un ulteriore dettaglio è che gli MP non vengono consumati dall'utilizzo delle magie, ma da quello di alcune abilità speciali, come la schivata. Si potrà inoltre equipaggiare più armi contemporaneamente, scegliendone una come principale: quest'ultima avrà un'abilità chiave, e potrete sostituirla con un'altra durante i combattimenti.
A seconda dell'arma equipaggiata, poi, cambieranno anche le possibilità di combo che potremo realizzare. Potremo anche metterci a caccia di equipaggiamenti rari, che saranno reperibili in dungeon e altre aree particolarmente ostili. Alcune di esse vengono utilizzate sulla scia di videogiochi hack n' slash.
Infine, si potrà affittare un Chocobo per vagare lungo il mondo di gioco, e sarà incluso un sistema dove dovrete cucinare degli ingredienti acquistati nei negozi cittadini o ottenuti dopo l'uccisione dei mostri. Grazie a quest'ultimo, si potranno ottenere dei bonus.

## Ambientazione
Final Fantasy XV parla di Noctis Lucis Caelum, ultimo erede di una nazione isolata, che detiene ancora il potere dei Cristalli. Il suo isolamento è dovuto alla resistenza della città, nel proteggersi contro l'invasione degli "eretici".
Uno dei primi trailer ufficiali parte con la frase: "Questa è una fantasia basata sulla realtà." Il video mostra tecnologie moderne come autoveicoli, autostrade, grattacieli, stazioni di benzina, e armi automatiche estremamente somiglianti a quelle reali. Poche informazioni sono state rivelate riguardo alla trama, ma rappresentanti della Square Enix affermano che sarà il Final Fantasy più "dark" in assoluto.
Screenshot dal magazine di giochi giapponese, Famitsū, hanno rivelato una città che somiglia molto alla Tokyo odierna, soprattutto il quartiere Shinjuku, dove si trovano gli uffici della Square Enix. Noctis è visto combattere contro un Behemoth nel cuore della notte con macchine che si intravedono in lontananza.
In un trailer presentato all'E3 si vede una riproduzione futuristica della città di Venezia.
In un post su uno dei forum ufficiali del gioco, Tabata afferma che le tematiche di Final Fantasy XV sono cambiate rispetto a Versus XIII, infatti l'ex director Tetsuya Nomura aveva una visione d'insieme molto più gotica e “dark” di quella che caratterizza il progetto attuale, tanto adulta che Square Enix temeva che il gioco non sarebbe riuscito ad ottenere il rating T (Teen), decisamente più vantaggioso dal punto di vista commerciale.

## Sviluppo
Diretto da Tetsuya Nomura, Final Fantasy XV è sviluppato dal team responsabile della serie Kingdom Hearts, e Final Fantasy VII: Advent Children, che attualmente fanno parte dello Square Enix Firts Production Department 1. Lo scenario è stato scritto da Kazushige Nojima basata sull'idea di Nomura. Gli eventi in tempo reale saranno diretti da Jun Akiyama che era il direttore di Final Fantasy XII. La musica è composta da Yōko Shimomura, con una canzone a tema, "Somnus Nemoris", cantata dalla cantante statunitense Andrea Hopkins.
Nomura ha dichiarato nel maggio 2006, che assolutamente nulla è stato fatto sullo scenario e che la squadra doveva ancora incominciare a lavorare sulla storia del gioco. Tuttavia, ha anche detto che aveva lavorato alla trama per qualche tempo nella sua mente e lui era in procinto di discutere di ciò con il suo staff.
Il gioco utilizza come motore di gioco il "Crystal Tools", appositamente progettato da Square Enix per la settima generazione di console.
Un rumor di giugno 2008 vuole che l'allora Final Fantasy Versus XIII fosse stato messo in pausa per aiutare il team di Final Fantasy XIII nello sviluppo, ma successivamente Square disse che questa notizia era il frutto di un errore nella traduzione di un articolo di Famitsū dichiarando che entrambi i giochi stavano procedendo secondo i piani originari; occasionalmente, gli sviluppatori del Versus aiutano con lo sviluppo di Final Fantasy XIII. Square Enix ha annunciato al suo DKΣ3713 nel mese di agosto 2008 che la demo di Final Fantasy XIII sarebbe stata pubblicata nell'attesissimo Final Fantasy VII: Advent Children Complete in Blu-ray Disc. Famitsu pubblicò un DVD di 50 minuti intitolato "Re: Riplai" il 13 dicembre 2008 con inclusi trailer della Fabula Nova Crystallis e altri giochi Square Enix.
Il 19 dicembre 2009 un video gameplay di Final Fantasy Versus XIII fu pubblicato al Jump Festa 2010 Giappone.
Quando fu annunciata la Final Fantasy XIII Ultimate Hits International per Xbox 360, a Nomura è stato chiesto dai fan su Twitter qualche informazione riguardo al destino diFinal Fantasy Versus XIII e la sua esclusività e la sua risposta è stata "multipiattaforma è quando si inizia lo sviluppo su un gioco con il presupposto di ottimizzare per più piattaforme. Porting è qualcosa che si è fatto dopo aver sviluppato un gioco su una piattaforma in particolare. Tutto quello che posso dire ora come sviluppatore è che Versus è stato sviluppato appositamente per la PlayStation 3".
Alla fine di agosto 2010, il produttore Yoshinori Kitase era in dubbio per un lancio entro l'anno seguente, dichiarando che non era nei programmi un'uscita entro il 2011. Un piccolo trailer di Final Fantasy Versus XIII fu mostrato al Tokyo Game Show in cui Square Enix annunciava una conferenza sulla Fabula Nova prevista per l'11 gennaio 2011. Il 13 dicembre 2010 l'evento fu posticipato e chiamato " Square Enix 1st Production Department Premier."
Il trailer mostrato all'evento mostrava scene di gioco in-game, video in CG e le voci dei protagonisti. Nomura inoltre affermò che il gioco non sarebbe uscito nel 2011 e che prossime informazioni sarebbero state fornite probabilmente all'E3. Ma il gioco non fu presentato allo show. Nell'Agosto 2011 Nomura disse che il gioco non sarebbe apparso al Tokyo Game Show 2011, ma che Square Enix stava preparando un evento per la presentazione ufficiale del titolo.
Nel settembre 2011 Square Enix affermò che Versus XIII era entrato in una fase avanzata di sviluppo. Successivamente Yoshinori Kitase disse: "Type-0 e Versus XIII hanno amplificato al 100% le capacità di sviluppo." Nel settembre 2011 Nomura affermò che per gli effetti di illuminazione sarebbe stato usato il nuovo motore grafico Square Enix "Luminous Engine", mentre la meccanica di gioco sarà fatta da un motore sviluppato appositamente per il gioco.
Il 20 luglio 2012 viene pubblicato sul sito di Kotaku un rumor secondo il quale Final Fantasy Versus XIII sarebbe stato già cancellato da tempo, ma la notizia non sarebbe stata divulgata per evitare un crollo delle azioni. Successivamente la notizia verrà smentita ufficialmente dai produttori stessi.. Nel giugno 2013, durante la conferenza in occasione dell'E3, Sony annuncia che il gioco è stato reintitolato Final Fantasy XV. Il giorno successivo, inoltre, viene annunciato che il gioco verrà reso disponibile anche per Xbox One.
Nel settembre 2014 Tetsuya Nomura, in seguito a incomprensioni e al continuo prolungamento dei tempi di attesa per il gioco, viene convinto da Square Enix a dedicarsi interamente al nuovo capitolo di Kingdom Hearts e viene sostituito in regia da Hajime Tabata.
Il 20 marzo 2015 viene pubblicata la Demo "Final Fantasy XV: Episode Duscae" tramite codice, acquisibile soltanto acquistando la day one edition del gioco Square Enix "Final Fantasy: Type-0".
Il gioco viene poi presentato ufficialmente durante il Gamescom 2015. Il giorno dopo viene confermato che il gioco ha raggiunto il 65% del suo sviluppo e viene confermata l'uscita per il 2016.
In seguito, durante l'evento Uncovered di marzo 2016, vengono rivelate diverse novità, tra cui un anime, un film in CGI intitolato "Final Fantasy XV: Kingsglaive" di cui era stato tenuto nascosto lo sviluppo, e la Platinum Demo. Inoltre viene pubblicato un nuovo trailer e viene rivelata la data d'uscita internazionale, il 30 settembre 2016, posticipata poi al 29 novembre.
Il 30 gennaio 2017 a Tokyo, in occasione della conferenza per il 30º anniversario della serie Final Fantasy, Square Enix annuncia ufficialmente l'uscita del primo DLC di Final Fantasy XV, dedicato a Gladio. L'espansione viene resa disponibile a partire dal 28 marzo 2017 per PS4 e Xbox One, insieme con una patch che modifica quasi interamente il capitolo 13 della storia. Il secondo e il terzo DLC, dedicati rispettivamente a Prompto e Ignis, vengono annunciati nell'estate del 2017. Il primo vede la luce il 29 giugno, il secondo viene mostrato tramite gameplay trailer il 30 ottobre 2017 alla Paris Games Week, con data di uscita fissata al 13 dicembre dello stesso anno.
Nel corso della Gamescom 2017 viene annunciata anche una versione per PC, sviluppata in collaborazione con NVIDIA e intitolata Final Fantasy XV Windows Edition. L'uscita di questa versione avviene il 6 marzo 2018.
Il 29 novembre 2017, in occasione del primo anniversario di Final Fantasy XV, viene trasmesso un Active Time Report con nuove informazioni sul futuro del gioco. Gli sviluppatori rendono disponibile una nuova patch che consente il Character Swap, e assicurano il supporto per tutto l’anno successivo al gioco. Viene anche confermato un secondo season pass per il 2018 con tre nuovi DLC, il primo dei quali viene rivelato essere dedicato all’antagonista Ardyn Lucis Caelum.
il 15 gennaio 2018, Square Enix annuncia tramite il canale YouTube ufficiale del gioco, la definitiva Final Fantasy XV Royal Edition. La Royal Edition comprenderà il gioco base insieme con tutte le patch e i DLC già disponibili, più tutti i bonus preordine e il nuovo Royal Pack, ma non i tre DLC in uscita nel 2018, che saranno inclusi in un secondo season pass. Il Royal Pack includerà invece un nuovo mezzo, il Royal Vessel, con cui sportarsi nei mari di Eos, un capitolo 14 quasi completamente riscritto, con una mappa esplorabile più grande e nuovi filmati, una nuova visuale in prima persona, un rivisitato sistema di panoplia, nuove armi, skin, boss e un dungeon inedito. Questa espansione potrà anche essere acquistata singolarmente al prezzo di circa 20 € per i possessori del gioco base.
La Final Fantasy XV Royal Edition è stata pubblicata assieme alla versione per PC il 6 marzo 2018.